# 鮎貝八幡宮
鮎貝八幡宮（あゆかいはちまんぐう）は、山形県西置賜郡白鷹町にある神社である。旧社格は県社で、現在は神社本庁の別表神社。
応神天皇（八幡神）を主祭神とし、倉稲魂命（うかのみたまのみこと、稲荷神）を配祀する。

## 歴史
康平3年（1060年）、鎮守府将軍としてこの地に下降した源義家が八幡神を勧請し、錦旗を神体として社地を定めて祀ったのに始まると伝えられる。江戸時代には領主・上杉氏の祈願所とされ、近隣18か村の総鎮守と定められた。
明治31年（1898年）鮎貝城本丸跡の現在地に社殿を移築し、遷座した。明治33年（1900年）近くの八幡森にあった稲荷社を合祀した。

## 文化財

### 山形県指定文化財
- 本殿 - 天保14年（1843年）の建築。明治31年、鮎貝城本丸跡に移転。

### 白鷹町指定無形文化財
- 七五三獅子舞

## 祭事
10月10日の例大祭では、七五三獅子舞と呼ばれる獅子舞が奉納される（近年は直近の日曜日頃に奉納される）。「七進五退三転」という独特の足運びをすることからその名があり、置賜地方に分布する「七五三の舞」の元祖とされ、白鷹町の無形文化財に指定されている。